# 索科利夫卡 (扎什基夫區)
49°1′45″N 30°7′38″E / 49.02917°N 30.12722°E
索科利夫卡（烏克蘭語：Соколівка）是位於烏克蘭中部的村莊，由切爾卡瑟州烏曼區的扎什基夫市鎮負責管轄。該村海拔高度210米，2001年人口1,290，該城鎮98%人口是烏克蘭人。